# 波格丹·洛邦茨
波格丹·洛邦茨（Bogdan Ionuț Lobonț）是一位羅馬尼亞足球運動員，在場上司職門將。他現在效力于意大利足球甲級聯賽球隊羅馬足球俱樂部。

## 外部連結
- Bogdan Lobonț profile ASRoma.it
- Bogdan Lobonţ – FIFA國際賽競賽紀錄 (存檔)
- Bogdan Lobonţ－UEFA國際賽競賽紀錄
- 波格丹·洛邦茨在National-Football-Teams.com的資料
- Bogdan Lobonț（页面存档备份，存于） at RomanianSoccer.ro